# Harpocera
Harpocera is een geslacht van wantsen uit de familie blindwantsen. Het geslacht werd voor het eerst wetenschappelijk beschreven door John Curtis in 1838.

## Soorten
Het genus bevat de volgende soorten:

- Harpocera atlantica Wagner, 1963
- Harpocera choii Josifov, 1977
- Harpocera cypria Wagner, 1968
- Harpocera hellenica Reuter, 1876
- Harpocera koreana Josifov, 1977
- Harpocera orientalis Kerzhner, 1979
- Harpocera thoracica (Fallén, 1807)